# Heineken (brouwerij)
Heineken NV is een Nederlandse multinational in de bier- en drankensector en is actief in ruim 190 landen. Heineken NV bezit 300 biermerken. Met een totaal biervolume van meer dan 257 miljoen hectoliter (2022) behoort Heineken tot de grootste brouwerijen van de wereld, na het Belgische Anheuser-Busch InBev. De productie vindt plaats in meer dan 186 brouwerijen in 70 landen. Daarnaast opereert Heineken via exportactiviteiten en licentiepartners. Ongeveer 40% van de omzet wordt behaald in Europa. Naast bier maakt Heineken ook cider.

## Geschiedenis

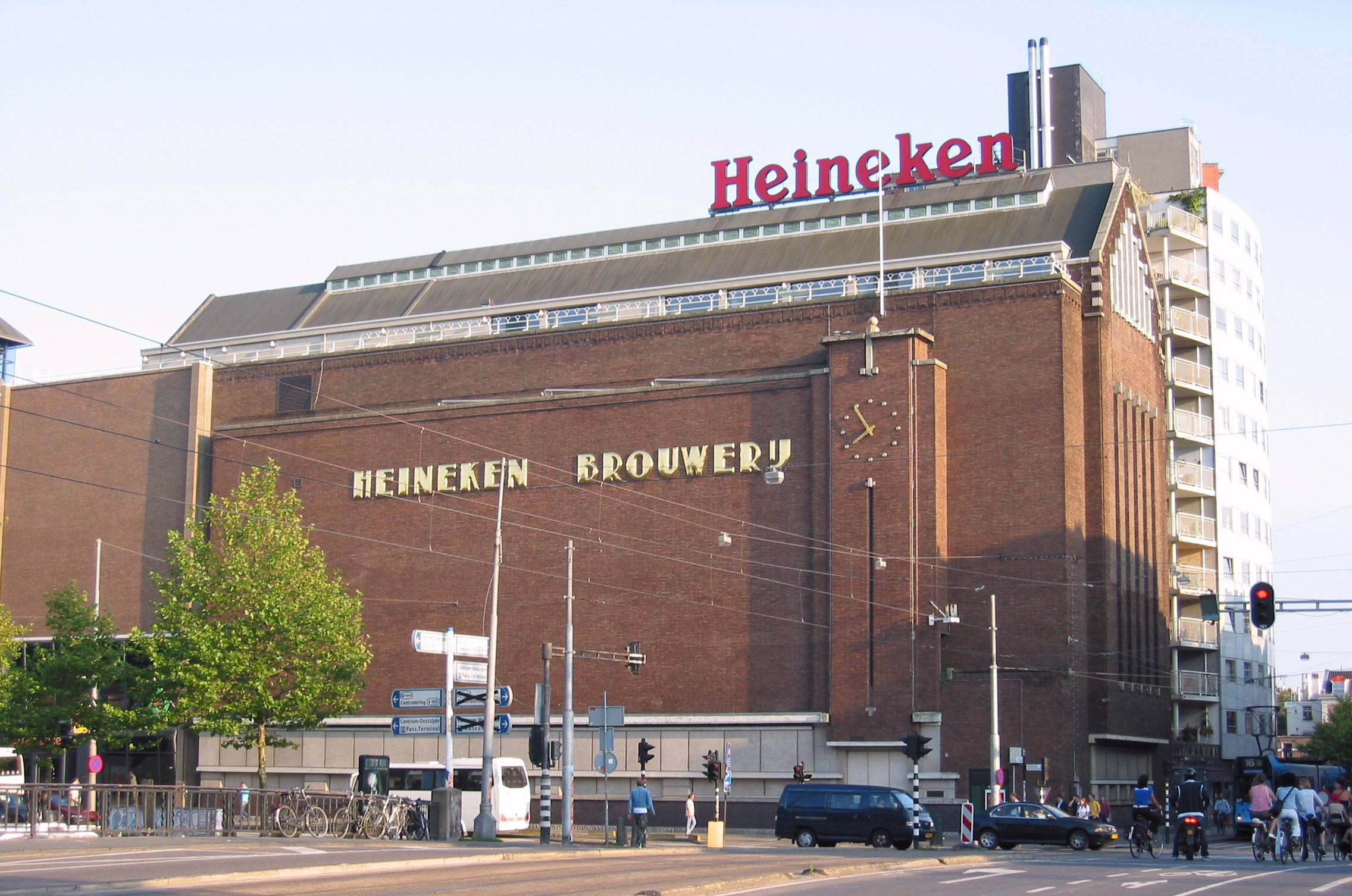
Voormalige Heineken Brouwerij aan de Stadhouderskade in Amsterdam.

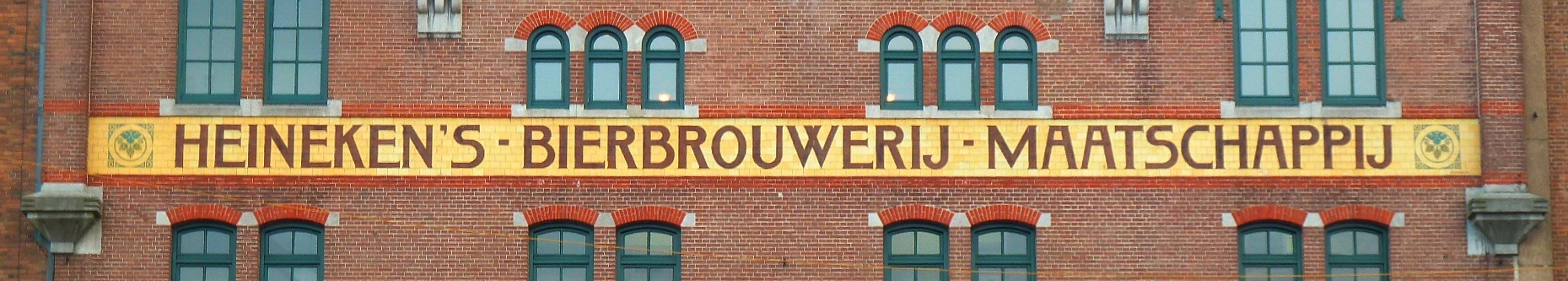
Tegeltableau met de naam van de brouwerij op de gevel van het voormalige brouwerijcomplex aan de Stadhouderskade te Amsterdam. Het betreft het uit 1911-1913 daterende brouwhuis.

### Ontstaan
Het bedrijf Heineken ontstond op 15 februari 1864 toen de 22-jarige Gerard Adriaan Heineken brouwerij De Hooiberg in Amsterdam kocht. Zijn opzet was een premium bier te brouwen met uitmuntende grondstoffen en de nieuwste technieken. Al sinds de middeleeuwen werd laag alcoholisch bier op kamertemperatuur gebrouwen en gebruikt als voedzaam en hygiënisch alternatief voor water, dat vaak vervuild was en daardoor ziekteverwekkers kon verspreiden. Deze noodzaak liep in de negentiende eeuw ten einde door de steeds beter wordende drinkwaterkwaliteit.
In 1867 werd wegens de dreigende demping van de Nieuwezijds Voorburgwal, waarover de grondstoffen werden aangevoerd en het bier werd afgevoerd, uitgeweken naar de toenmalige stadsrand. Eenmaal ingebouwd bevond de nieuwbouw zich op de hoek van de Stadhouderskade en de Ferdinand Bolstraat in De Pijp. Bij de fabriek hoorde ook het biercafé De Vijfhoek waarvan het embleem, een vijfpuntige ster, nog steeds in het logo staat.
In 1873 ging de brouwerij over van Heineken & Co in de vennootschap Heineken's Bierbrouwerij Maatschappij, waarvan ook de Rotterdamse brouwerij d'Oranjeboom enige aandelen bezat. Het jaar daarop werd in Rotterdam een tweede brouwerij geopend, die volledig gericht was op het brouwen van ondergistend bier. Daarmee wilde men het hoofd bieden aan de opkomende concurrentie van de Amstel brouwerij. In 1886 ontwikkelde dr. Elion, een leerling van Louis Pasteur, de Heineken A-gist. Deze gist vormt nog steeds de basis voor het Heineken bier. In 1887 schakelde Heineken volledig over op de productie van ondergistend bier.
Namens Nederland won Heineken's Bierbrouwerij Maatschappij op de wereldtentoonstelling van 1889 in Parijs een Grand Prix Paris. Een jaar later mocht Heineken aan het restaurant van de voor deze tentoonstelling gebouwde Eiffeltoren bier leveren.

### Na de Eerste Wereldoorlog
Na de Eerste Wereldoorlog richtte het bedrijf zich steeds meer op export. Kort na de afzwakking van de drooglegging in de Verenigde Staten, die verkoop van bier met een alcoholpercentage tot 3,2% toestond, kwam op 11 april 1933 de eerste boot met Heineken bier aan in Hoboken, New Jersey, waarmee Heineken de eerste bierimporteur na de drooglegging werd. Sindsdien is Heineken het succesvolste geïmporteerde biermerk. Speciaal voor de Amerikaanse markt wordt Heineken Dark gebrouwen.
In Nederland werd het marktaandeel vergroot door het aankopen van concurrerende brouwerijen en deze vervolgens te sluiten, zoals De Sleutel in Dordrecht, Van Vollenhoven in Amsterdam en De Zwarte Ruiter in Maastricht. Kleine brouwerijen, vooral in het zuiden van het land, werden na de Tweede Wereldoorlog, mede door middel van het aanbieden van lucratieve agentschappen (de brouwerij zou voortaan het Heineken-bier mogen distribueren als deze zou stoppen met brouwen) van de markt verdreven, waardoor de ooit zo diverse Nederlandse biercultuur binnen enkele jaren geschiedenis was en werd vervangen door een homogene pilscultuur.

### 1968 en later

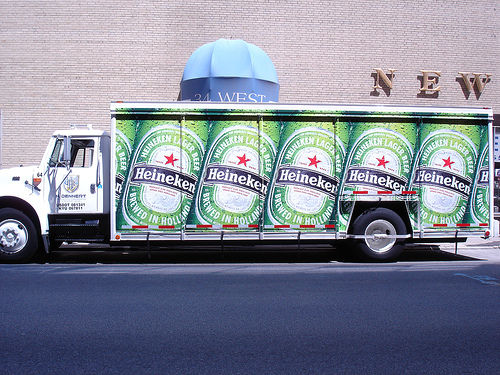
Heinekenvrachtwagen in de Verenigde Staten.

In 1968 fuseerde Heineken met de grootste concurrent, het eveneens Amsterdamse Amstelbier. In Zoeterwoude werd in 1975 een grote nieuwe brouwerij met een nieuw hoofdkantoor voor Nederland geopend. De Amstelbrouwerij werd in 1980 gesloten, waarna de productie werd verplaatst naar Zoeterwoude en 's-Hertogenbosch. De Amsterdamse Heineken Brouwerij werd in 1988 gesloten, de hal is omgebouwd tot bezoekerscentrum. Op de plaats van een deel van het brouwerijterrein is woningbouw verrezen en een plein aangelegd, genoemd naar de schilderes Marie Heineken, familie van de brouwers. Het nog bestaande deel van het brouwerijcomplex is rijksmonument (complex 527808, bestaande uit de monumenten 527809, 527810 en 527811).
In 1989 heeft Heineken de Limburgse brouwerij Brand overgenomen en werd daarmee de grootste speler op de Nederlandse biermarkt.
Gerard Adriaan Heinekens kleinzoon, Alfred Henry (Freddy) Heineken (1923-2002), heeft Heineken verder als brouwerij en internationaal concern uitgebouwd. Na het overlijden van Freddy Heineken in 2002 erfde Charlene de Carvalho-Heineken haar vaders belangen en werd grootaandeelhoudster van Heineken Holding.

### Overnames

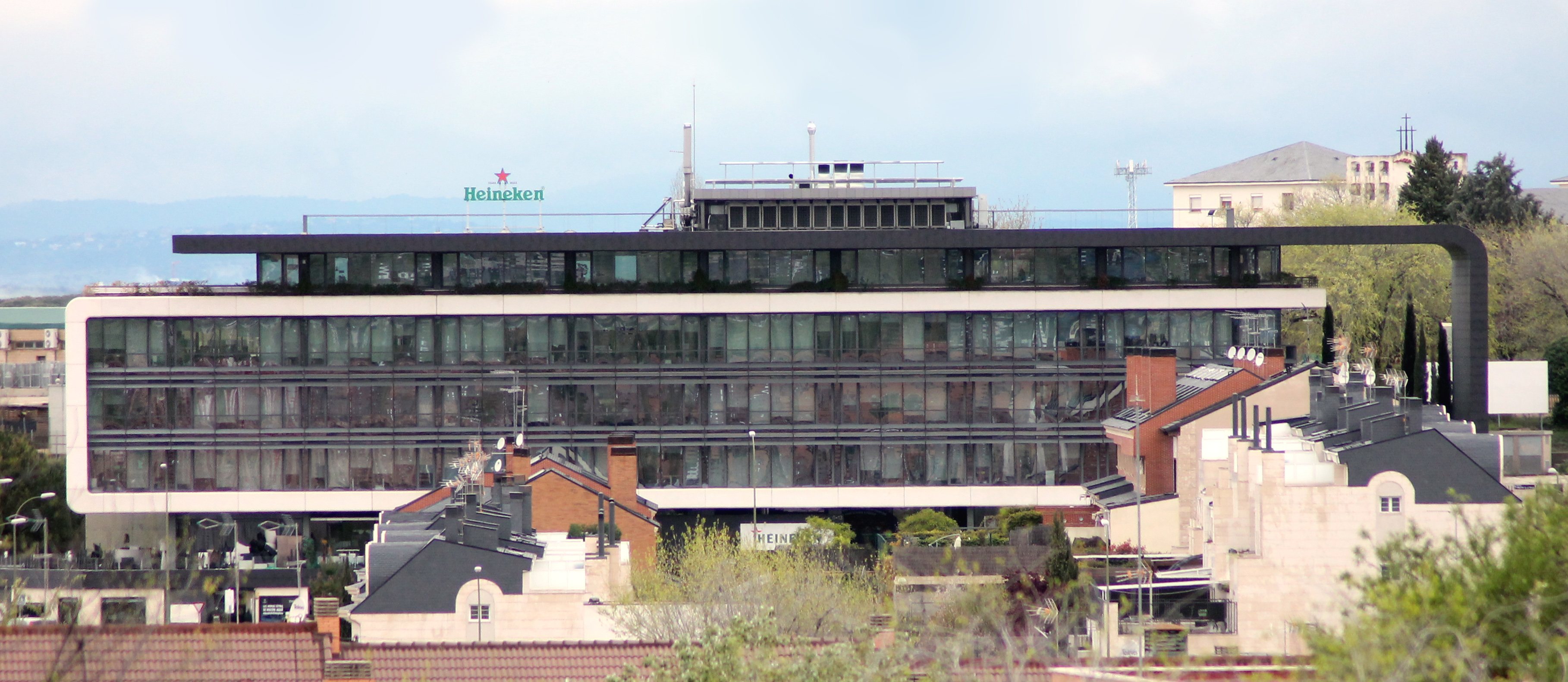
Kantoorgebouw in Madrid (Spanje).

In 2002 betrok Heineken de Russische markt met de overname van het in Sint-Petersburg gelegen Bravo-brouwerij, op dat moment de snelst groeiende brouwerij van Rusland, en nam in de loop van de tijd nog meerdere brouwerijen over. Op het hoogtepunt in 2008 bezat Heineken tien brouwerijen. Daarna ging het marktaandeel naar beneden én stokte de groei van de Russische markt.
In 2008 namen Heineken en het Deense Carlsberg het Schotse Scottish & Newcastle (S&N) over voor £ 7,8 miljard. Heineken betaalde hiervan 45,5% en de rest was voor rekening Carlsberg. Door deze overname kreeg Heineken de activiteiten van S&N in het Verenigd Koninkrijk, Finland, Portugal, Ierland, België en India in handen met merken als Foster's Lager, Beamish, Strongbow en Kingfisher. In India kreeg het een minderheidsbelang van 37,5% in United Breweries. Deze activiteiten behelsden een biervolume van zo'n 17 miljoen hl op jaarbasis. De bieractiviteiten van S&N in Rusland en Frankrijk ging naar Carlsberg.
Aan het begin van 2010 werd bekend dat Heineken de bierafdeling van het Mexicaanse FEMSA aankocht in ruil voor een economisch belang van 20% van Heinekens aandelen. Met de overname van FEMSA Cerveza verkreeg Heineken het volledige eigendom van de Mexicaanse bieractiviteiten en de resterende 83% van de bieractiviteiten in Brazilië die Heineken nog niet in bezit had. Heineken verstevigde hiermee zijn marktpositie in deze twee belangrijke biermarkten en kreeg ook ruim 30 biermerken in handen. Heineken betaalde in totaal € 5,3 miljard voor FEMSA Cerveza, inclusief € 1,5 miljard aan schulden en pensioenverplichtingen.
Medio 2012 maakte Heineken bekend voor € 3,3 miljard een meerderheidsbelang te willen nemen in Asia Pacific Breweries (APB) in Singapore. APB brouwt onder andere het in Azië bekende biermerk Tiger Beer. Het bod betrof alle aandelen APB die in handen zijn van partner Fraser & Neave. Als het bod van Heineken slaagt, zal Heineken 81,56% van de aandelen ABP verkrijgen en een bod moeten doen op resterende aandelen APB. Heineken had al 41,9% van de aandelen APB in handen, waarvan 9,5% direct en 32,4% indirect via een samenwerking met Fraser & Neave. Vlak voor het bod van Heineken werd bekend dat concurrent Thai Beverage ook bezig was met het verwerven van belangen in zowel APB als in Fraser & Neave. Met dit bod wilde Heineken zijn belangen in de regio veilig stellen. Begin augustus was het bestuur van Fraser & Neave akkoord gegaan met het bod van Heineken, maar de aandeelhouders moesten ook nog instemmen. Nadat de aandeelhouders hadden ingestemd en kon Heineken vanaf 15 november 2012 de resultaten van APB consolideren.
In 2015 nam Heineken een meerderheidsparticipatie van 51,1% in de Sloveense brouwerij Laško voor een bedrag van 114 miljoen euro. Als de overname wordt goedgekeurd door de toezichthouders, is Heineken verplicht een bod te doen op de overige aandelen. De brouwerij is de grootste van Slovenië en is eigenaar van onder meer de grote merken Laško en Union.
In september 2015 nam Heineken een 50% aandelenbelang in Lagunitas Brewing Company, in mei 2017 werd de resterende 50% gekocht. Met deze overname nam het verkoopvolume van Heineken in de Verenigde Staten toe met 10% en kreeg het bedrijf toegang tot de snelgroeiende markt voor speciaalbier. Speciaalbieren maken zo’n 11% uit van de Amerikaanse biermarkt. Lagunitas is de op vier na grootste brouwer van speciaalbier in de VS met een geschatte productie van 1 miljoen hectoliter in 2015. Lagunitas heeft twee brouwerijen, in Chicago en Petaluma, en een derde in Azusa in aanbouw. De omzet van Lagunitas groeide tussen 2012 en 2014 met gemiddeld 58% per jaar.
In februari 2017 bereikte Heineken overeenstemming met de Japanse bierbrouwer Kirin over de overname van diens activiteiten in Brazilië. Heineken is bereid hiervoor zo’n 664 miljoen euro te betalen. Kirin had problemen de activiteiten winstgevend te maken, mede door de sterke concurrentie voor bier en frisdrank in het land. Brasil Kirin behaalde in 2016 een omzet van 1,1 miljard euro en leed daarop een operationeel verlies van 85 miljoen euro. Het had een marktaandeel van 9% in de Braziliaanse biermarkt. Na de overname heeft Heineken een markaandeel van zo’n 20% en is nummer twee na marktleider AB Inbev, met een marktaandeel van circa 70%. De overname werd begin juni 2017 afgerond.
Eind augustus 2017 heeft Heineken de overname van ongeveer 1900 pubs van Punch Taverns in het Verenigd Koninkrijk afgerond. In december 2016 maakten partijen de transactie bekend en Heineken betaalt omgerekend 363 miljoen euro. Heineken UK is met deze overname de op twee na grootste exploitant van pubs in het Verenigd Koninkrijk.
In augustus 2018 maakte Heineken bekend een aandelenbelang van 40% te nemen in het Chinese bedrijf CRH Beer. De huidige moedermaatschappij van CRH Beer, China Resources Enterprise (CRE) houdt het resterende belang van 60%. Heineken betaalde hiervoor 2,7 miljard euro, waarvan een deel met de Heineken-activiteiten in het land werd voldaan. CRE nam voor 464 miljoen euro een belang van 0,9% in Heineken. CRH Beer heeft een belang van 51,67% in CR Beer, een beursgenoteerde onderneming. De overige aandelen staan genoteerd op de Hong Kong Stock Exchange. Afgesproken is dat Heineken het Chinese merk Snow buiten de Volksrepubliek China gaat introduceren en CR Beer gaat Heineken-bier in China promoten. CR Beer heeft ruim een kwart van de thuismarkt in handen en is de grootste bierproducent van het land.
In november 2020 nam Heineken de Texelse Bierbrouwerij over. Voor Heineken betekende dit een uitbreiding van het speciaalbierassortiment.
In september 2022 nam Heineken de Beavertown Brewery in Londen Tottenham volledig over, na in 2018 49% van de aandelen te hebben gekocht.
In juni 2023 nam Heineken de Amsterdamse brouwerij Oedipus over. In 2019 had Heineken al een minderheidsbelang in de brouwerij genomen.

## Eigenaars
Zowel Heineken Holding NV als Heineken NV is genoteerd op de Amsterdamse effectenbeurs, de koers van laatstgenoemde weegt mee in de AEX. Een aandeel Heineken Holding NV vertegenwoordigt een bezit van één aandeel Heineken NV en beide aandelen keren hetzelfde dividend uit. Ondanks de overeenkomsten zijn de aandelen Heineken Holding NV veelal goedkoper dan de aandelen Heineken NV.
Heineken Holding NV bezit 50,005% van de aandelen van Heineken NV. L’Arche Green NV bezit 51,083% van de aandelen in Heineken Holding NV en de familie Heineken (onder wie Charlene de Carvalho-Heineken) bezit 88,67% van de aandelen van L’Arche Green NV. Het Mexicaanse FEMSA houdt 14,935% van de aandelen in Heineken Holding NV, en 12,532% in Heineken NV. De overige aandelen (33,982% in Heineken Holding en 37,463% in Heineken) worden verhandeld via de Amsterdamse effectenbeurs. Door de opgezette constructie heeft de familie Heineken volledige zeggenschap in Heineken NV (50,005%), maar verschaft zij slechts 22,65% van het kapitaal (88,67% van 51,083% van 50,005%). Heineken Holding N.V. heeft geen eigen operationele activiteiten en heeft geen werknemers in dienst.
In 2010 werd FEMSA, na een transactie waarbij Heineken de bieractiviteiten overnam in ruil voor - onder andere - aandelen, de op een na grootste aandeelhouder. FEMSA mag pas na mei 2015 de aandelen Heineken verkopen die het in 2010 verkreeg. In september 2017 verkocht FEMSA ruim 5% van de aandelen Heineken en hield hierna nog een belang van 8,63%. Verder werden aandelen in Heineken Holding verkocht waardoor het belang daalde van 14,9% naar 12,2%. De verkoop leverde in totaal 2,5 miljard euro op. FEMSA behoudt een zetel in het bestuur van Heineken Holding en twee zetels in de raad van toezicht van Heineken.

## Activiteiten
In 2011 had Heineken wereldwijd een marktaandeel van 8,8%, alleen Anheuser-Busch InBev (18,3%) en SABMiller (9,8%) moest het voor laten gaan. Nummer vier is Carlsberg met een globaal marktaandeel van 5,6%. In 2017 verkocht Heineken 218 miljoen hectoliter (hl) bier. Hiervan werd bijna 80 miljoen hl in Europa verkocht en ongeveer 27 miljoen hl in Azië. Het bedrijf is bijna in alle landen van de wereld actief.
Het bezit en beheert verschillende biermerken. Heineken en Amstel zijn de belangrijkste internationale merken. In 2017 werd 36 miljoen hl verkocht onder de Heineken merknaam. Heineken bezit en beheert daarnaast meer dan 300 merken, zoals Sol, Desperados, 33 Export, Cruzcampo, Żywiec, Birra Moretti, Murphy's, Brand, Star, Laško, Union, Affligem. In Azië is Tiger populair en de verkopen in 2017 bereikten 11,5 miljoen hl. Het heeft ook cidermerken als Strongbow, Jillz en Apple Bandit.
Heineken was tot slot ook eigenaar van frisdrankenproducent Vrumona in Bunnik dat in 2023 werd verkocht aan het Deense Royal Unibrew. Bij Vrumona werkten toen 325 mensen, goed voor een jaaromzet van zo'n 200 miljoen euro. Royal Unibrew betaalde 300 miljoen euro voor de overname.

### Heineken Bieren
- Heineken Pilsener
- Heineken Extra Vers
- Heineken H41
- Heineken Silver
- Heineken Light (VS, Suriname en Ierland)
- Heineken 0.0
- Heineken 3 (Australië en Polen)

Uit productie genomen
- Heineken Oud Bruin
- Heineken Tarwebok
- Heineken Special Dark (VS en enkele jaren in Taiwan)
- Heineken Dortmunder
- Heineken Beiersch
- Heineken Erlanger
- Heineken Extra Stout

### Overige merknamen
Bieren
- 33 Export
- Affligem
- Amstel
- Beamish
- Bucegi
- Bintang (Heineken Asia Pacific)
- Birra Moretti
- Brand
- Calanda (Zwitserland/ Chur)
- Caledonian
- Ciney
- Cristal Alken
- Cruzcampo
- Ciuc
- Deuchars
- Desperados
- Eichhof (Zwitserland/ Luzern)
- Gambrinus (Roemenië)
- Golden Brau (Roemenië)
- Hapkin
- John Smith's
- Judas
- Krušovice
- Lagunitas
- Maes
- Maltsmiths
- Mort Subite
- Murphy's
- Neumarkt
- Newcastle
- Op-Ale
- Postel
- Red Stripe
- Sagres
- Silva
- Sol
- Soproni
- Star
- Texels
- Tiger Beer (Heineken Asia Pacific)
- Żywiec
- Watneys
- Wieckse Witte

Ciders
- Apple Bandit (Orchard Thieves, Livada Secretă)
- Appleman's
- Blind Pig
- Bulmers
- Cidru Mândru
- Jillz
- Old Mout Cider
- Scrumpy Jack
- Stassen
- Strongbow
- Symonds
- Woodpecker

Frisdranken
- Aquell
- Climax
- Crystal Clear
- Kidibul
- Old Jamaica
- Royal Club
- SiSi
- Sourcy
- Vitaminwater

### Resultaten
In de onderstaande figuur staan de financiële resultaten van Heineken sinds 2007. In de laatste kolom zijn ook de bierverkopen opgenomen in hectoliters (hl). De sterke groei vanaf 2009 is vooral gerealiseerd in Noord- en Zuid-Amerika door de overname van FEMSA Cerveza. De onderneming heeft het beleid om ongeveer 30% van de jaarwinst uit te keren als dividend aan de aandeelhouders.
| Jaar | Omzet    | Bedrijfs- resultaat | Netto- resultaat | Dividend- uitkering | Biervolume (× miljoen hl) |
| ---- | -------- | ------------------- | ---------------- | ------------------- | ------------------------- |
| 2007 | € 11.245 | € 1748              | € 1119           | € 343               | 105,4                     |
| 2008 | € 14.319 | € 1932              | € 1013           | € 304               | 125,8                     |
| 2009 | € 14.701 | € 2095              | € 1055           | € 318               | 125,2                     |
| 2010 | € 16.133 | € 2623              | € 1456           | € 438               | 145,9                     |
| 2011 | € 17.123 | € 2697              | € 1584           | € 477               | 164,6                     |
| 2012 | € 18.383 | € 2912              | € 1696           | € 512               | 171,7                     |
| 2013 | € 19.203 | € 2941              | € 1585           | € 512               | 178,3                     |
| 2014 | € 19.257 | € 3129              | € 1758           | € 632               | 181,3                     |
| 2015 | € 20.511 | € 3381              | € 2048           | € 741               | 188,3                     |
| 2016 | € 20.792 | € 3540              | € 2098           | € 763               | 200,1                     |
| 2017 | € 21.908 | € 3759              | € 2247           | € 838               | 218,0                     |
| 2018 | € 22.174 | € 3868              | € 2424           | € 912               | 233,8                     |
| 2019 | € 23.894 | € 4020              | € 2517           | € 967               | 241,4                     |
| 2020 | € 19.724 | € 2421              | € 1154           | € 403               | 222,6                     |
| 2021 | € 21.901 | € 3414              | € 2041           | € 714               | 231,2                     |
| 2022 | € 28.694 | € 4502              | € 2836           | € 995               | 256,9                     |

### Bestuur

#### Raad van bestuur
(per 1 juli 2020)
- Dolf van den Brink (1973), voorzitter raad van bestuur / CEO sinds 1 juni 2020. Lid sinds 2018
- Laurence Debroux (1969), lid raad van bestuur / CFO. Lid sinds 2015

#### Raad van commissarissen
- J.M. (Jean-Marc) Huët (1969), lid sinds 2014, voorzitter sinds 2019
- J.A. (José Antonio) Fernández Carbajal (1954), lid sinds 2010 (CEO bij FEMSA), vicevoorzitter
- Mr. M. (Maarten) Das (1948), lid sinds 1994
- M.R. (Michel) de Carvalho (1944), lid sinds 1996
- Christophe Navarre (1958), lid sinds 2009
- J.G. (Javier Gerardo) Astaburuaga Sanjinés (1959), lid sinds 2010 (CFO bij FEMSA)
- Pamela Mars Wright (1960), lid sinds 2016
- Marion Helmes (1965), lid sinds 2018
- Rosemary Ripley (1954), lid sinds 2019
- Ingrid Helen-Arnold (1968), lid sinds 2019